# Palpomyia montana
Palpomyia montana är en tvåvingeart som beskrevs av Tokunaga 1939. Palpomyia montana ingår i släktet Palpomyia och familjen svidknott. Inga underarter finns listade i Catalogue of Life.